# Local de nascimento de Ronald Reagan
O Local de nascimento de Ronald Reagan, também conhecido como Graham Building, é um apartamento no segundo andar de um edifício comercial do século XIX, localizado em Tampico, Illinois, Estados Unidos. O edifício foi construído em 1896. Em 6 de fevereiro de 1911, o futuro presidente Ronald Reagan nasceu no apartamento. A família Reagan mudou-se para uma residência de Tampico poucos meses mais tarde.
Arquitetonicamente, o edifício de tijolos de dois andares é semelhante a seus vizinhos, que fazem parte de um bairro histórico adicionado ao Registro Nacional de Lugares Históricos em 1982.